# Rejon wielkoustiuski
Rejon wielkoustiuski (ros. Великоустюгский район, Wielikoustiugskij rajon) – jednostka administracyjna w Rosji, w obwodzie wołogodzkim, z siedzibą w Wielkim Ustiugu, który formalnie nie jest częścią samego rejonu.